# Международна федерация по баскетбол
Международната федерация по баскетбол (на английски: International Basketball Federation; на френски: Fédération Internationale de Basketball, FIBA) е ръководният орган на спорта баскетбол. Първоначално известна като Международна федерация по баскетбол за аматьори, през 1989 г. тя премахва думата „аматьори“ от името си, но запазва абревиатурата; сега BA представлява първите две букви на баскетбол.
FIBA определя правилата на баскетбола, например какво оборудване и съоръжения да се използват, организира международни състезания, регулира трансфера на спортисти между държавите и контролира назначаването на международни съдии. Към 2024 г. в нея членуват общо 213 национални федерации, организирани от 1989 г. в пет зони: Африка, Северна и Южна Америка, Азия, Европа и Океания.
Световната купа по баскетбол на FIBA е световен турнир за мъжки национални отбори, който се провежда на всеки четири години. Отборите се състезават за трофея „Нейсмит“, наречен в чест на канадския създател на баскетбола Джеймс Нейсмит. От 1970 г. до 2014 г. турнирът се провежда в една и съща година със Световната купа на FIFA, но от 2019 г. Световната купа по баскетбол се премества в годината след Световната купа на FIFA.